# 食券
食券（しょっけん、英語: meal ticket）とは、飲食物などの交換を目的として発券される、有価証券の一種である。

## 概要
個々の食堂・レストランやファーストフードチェーン・ファミリーレストランなど、主に店頭の自動券売機において発券され、その販売者の元で決められた場所でのみ有効となり、また、有効期限なども任意に決められる。なお、金券形式で発行される場合には「食事券」ともいう。食券を発行することによって、金銭管理の省力化、人員不足の解消、無銭飲食の防止、数量管理の簡素化を図ることができる。
戦争時や共産主義諸国など、食料の配給制を実施している場合には、国家の食糧配給部門が個人に対して、必要量とされるないしは割り当てが可能な量を割り当て、それを配給する際に必要な証券として、個々人に支給される。

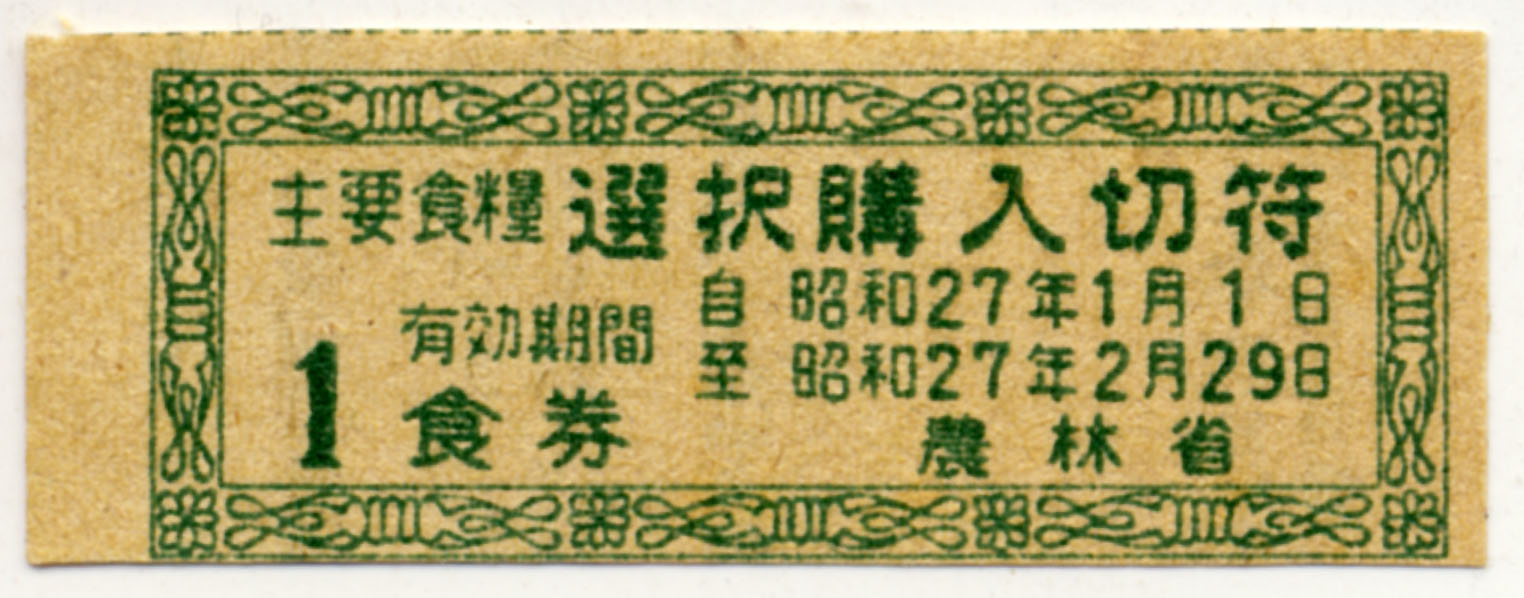
主要食糧選択購入切符

## 参照
- 米穀配給通帳
  - 外食券食堂
- クーポン